# لوفوفین
لوفوفین (Lophophine) (MMDPEA یا ۳-متوکسی-۴٬۵-متیلن دی اکسی فن اتیل آمین) یک داروی روانگردان و ایجاد کننده حس همراهی فرضی است که در کلاس آلفا کربن قرار دارد. این ترکیب همونولوگ دی متیل شدهٔ ام.ام.دی. ای (MMDA) است و همچنین ارتباط نزدیکی با مسکالین دارد.
الکساندر شولگین در ابتدا پیشنهاد کرد که لوفوفین ممکن است یک ترکیب طبیعی از (" لوفوفورا ویلیامسی ") پیوت باشد زیرا تنها واسطه شیمیایی منطقی است. بیوسنتز از چندین تتراهیدروایزوکینولین است که در این گونه کاکتوس وجود دارد. متعاقباً نشان داده شد که لوفوفین جزء کوچکی از کاکتوس پیوت و سن پدرو است.شولگین گزارش می دهد که لوفوفین در محدوده دز 150-250 میلی گرم فعال است. او بیان می‌کند که در این دوزها، لوفوفین در عمل شباهت زیادی به مسکالین دارد، در ایجاد یک افزایش مسالمت‌آمیز  خلق و خو،  سرخوشی، و افزایش خفیف بصری ادراک، اما بدون تولید چشم بسته تصویر ذهنی. شولگین همچنین خاطرنشان می کند که (برخلاف مسکالین)، لوفوفین هیچ تهوع ایجاد نمی کند.